# Turaszówka
Turaszówka, Osiedle Turaszówka – część miasta Krosna i jednostka pomocnicza gminy (osiedle). 
Przez Turaszówkę przebiega główna trasa wylotowa z miasta w kierunku Jasła i Rzeszowa. Zamieszkuje tu ok. 3000 osób, głównie w zabudowie jednorodzinnej.  

## Historia
W 1596 roku właścicielem Turaszówki był Wojciech Szydłowski, bowiem w  tymże roku skarżył on Jana Jędrzejowskiego o najazd  na wieś.  
Przed wojną była to niewielka osada, która zaczęła dynamicznie rozwijać się w latach powojennych dzięki działalności lokalnego społecznika i mieszkańca tej wsi Franciszka Wójtowicza. To dzięki jego staraniom i uporowi zbudowano w tej niewielkiej wsi okazałą Szkołę Podstawową z halą sportową (obecnie siedziba Państwowej Wyższej Szkoły Zawodowej w Krośnie), Zespół Szkół Specjalnych z Internatem, Zespół Szkół Elektrycznych z Internatem, Krytą Pływalnię, Górniczy Dom Kultury z kinem Barbórka (obecnie siedziba m.in. Filii nr 7 Krośnieńskiej Biblioteki Publicznej). Z wyżej wymienionych placówek oświatowych korzysta do dziś młodzież z Krosna i z powiatów krośnieńskiego, jasielskiego, brzozowskiego, sanockiego, leskiego, bieszczadzkiego, czyli z całego dawnego województwa krośnieńskiego.
W 1973 roku Turaszówka została włączona do miasta Krosna. Do 2003 roku była to dzielnica, położona na zachodnich krańcach Krosna. Dynamiczny rozwój wsi był powodem włączenia jej do miasta Krosna, które potrzebowało nowych terenów, a także zwiększenia liczby mieszkańców oraz infrastruktury oświatowej.
W Turaszówce znajdowały się rozległe złoża ropy naftowej, którą wydobywano ponad 100 lat. W roku 2019 złoża zostały wyczerpane i zakończono ich eksploatację. Kopalnia ropy została zlikwidowana a szyby wiertnicze (popularne "kiwaki") usunięte.